# Campionati europei di pattinaggio di velocità 1896
I Campionati europei di pattinaggio di velocità 1896 sono stati la 6ª edizione della manifestazione. Si sono svolti dal 28 al 29 gennaio 1896 ad Amburgo, in Germania.

## Podi

### Uomini
| Evento              | Oro           | Punti      | Argento       | Punti           | Bronzo            | Punti          |
| Allround (dettagli) | Julius Seyler | 4 vittorie | Wilhelm Henie | 1 secondo posto | Julius von Salzen | 3 quarti posti |